# Katedra Wysp w Millport
Katedra Wysp (ang. Cathedral of The Isles, także Kościół kolegiacki świętego Ducha, ang. Collegiate Church of the Holy Spirit) – katedra Szkockiego Kościoła Episkopalnego znajdująca się w mieście Millport, na wyspie Great Cumbrae. Jest jedną z dwóch katedr diecezji Argyll and the Isles, obok katedry św. Jana w Oban.
Została rozpoczęta w 1849 roku i jest jeszcze nie ukończona, zaprojektował ją angielski architekt William Butterfield. Jako katedra diecezji Argyll and the Isles została poświęcona w 1876 roku. Została wpisana do rejestru zabytków razem z towarzyszącymi jej budynkami kolegiów i kapitularzem. Jest najmniejszą katedrą w Wielkiej Brytanii. Została zbudowana na terenie, będącym własnością rodziny Boyle, a jej fundator, George Boyle został później 6 hrabią Glasgow. Od początku, muzyka odgrywała ważną rolę w tutejszych praktykach religijnych i katedra ma ciepłą, dźwięczną akustykę. Po szeroko zakrojonej kampanii pozyskiwania funduszy, organy trakturowe, zbudowane na otwarcie episkopalnego kościoła Wszystkich Świętych w Edynburgu przez Fredericka Holta, zostały odrestaurowane i zamontowane w katedrze w 2004 roku przez Wood of Huddersfield. Wraz z odrestaurowanymi fortepianami, klawesynem "Cumbrae" z 1976 roku, i niedawno nabytym koncertowym fortepianem Bösendorfer, zmieniło to muzykę katedry.